# 青山栞織
青山 栞織（あおやま しおり、1979年（昭和54年） - ）は日本で活動するミュージカル俳優および子役指導者および元リポーターである。鹿児島県垂水市出身で神奈川県横浜市在住。元劇団四季所属。

## 来歴
高校卒業まで鹿児島県で過ごし、志學館高等部卒業後は静岡大学人文学部法学科入学に伴い静岡県へ移住し、大学卒業後は静岡第一テレビへ入社し、リポーターとして活動していた。2005年11月に劇団四季オーディションへの合格に伴い四季へ移籍し、ミュージカル俳優に転向した。ジョン万次郎の夢のアンサンブル役で初舞台出演を果たし、その後は音楽担当やダンスキャプテンを務め、2010年から子役担当としても活動していた。2020年12月31日付けで退団していたことを2021年1月1日に自身の公式インスタグラムで発表した。退団後は青山栞織名義で現役続行し、並行して神奈川県横浜市を拠点に子役指導者としても活動している。

## 人物
夫は元劇団四季の青山裕次で両者在団中に結婚している。その後二児をもうけている。夫とはサウンド・オブ・ミュージックで共演経験がある。

## 主な出演作品
- ジョン万次郎の夢（アンサンブル）
- ライオンキング（アンサンブル）
- エビータ（アンサンブル）
- ヴェニスの商人（アンサンブル）
- サウンド・オブ・ミュージック（シスターソフィア、エルバーフェルド夫人）